# Grimaud (Var)
Pour les articles homonymes, voir Grimaud.
Grimaud est une commune française située dans le département du Var, en région Provence-Alpes-Côte d'Azur.
Dans la commune de Grimaud se trouve la cité lacustre de Port Grimaud, construite à partir de 1966.

## Géographie

### Situation
Commune située à 4 km de Cogolin, 9 de La Garde-Freinet et 13 de La Môle et Saint-Tropez.
La cité lacustre privée Port Grimaud, au cœur du golfe de Saint-Tropez est à 9 km de Saint-Tropez. Cette marina est implantée à Grimaud.

### Communes limitrophes
| les Mayons            | La Garde-Freinet | Le Plan-de-la-Tour, Sainte-Maxime |
| Les Mayons            | Grimaud          | Mer Méditerranée                  |
| Collobrières, La Môle | Cogolin          | Mer Méditerranée                  |

### Géologie et relief

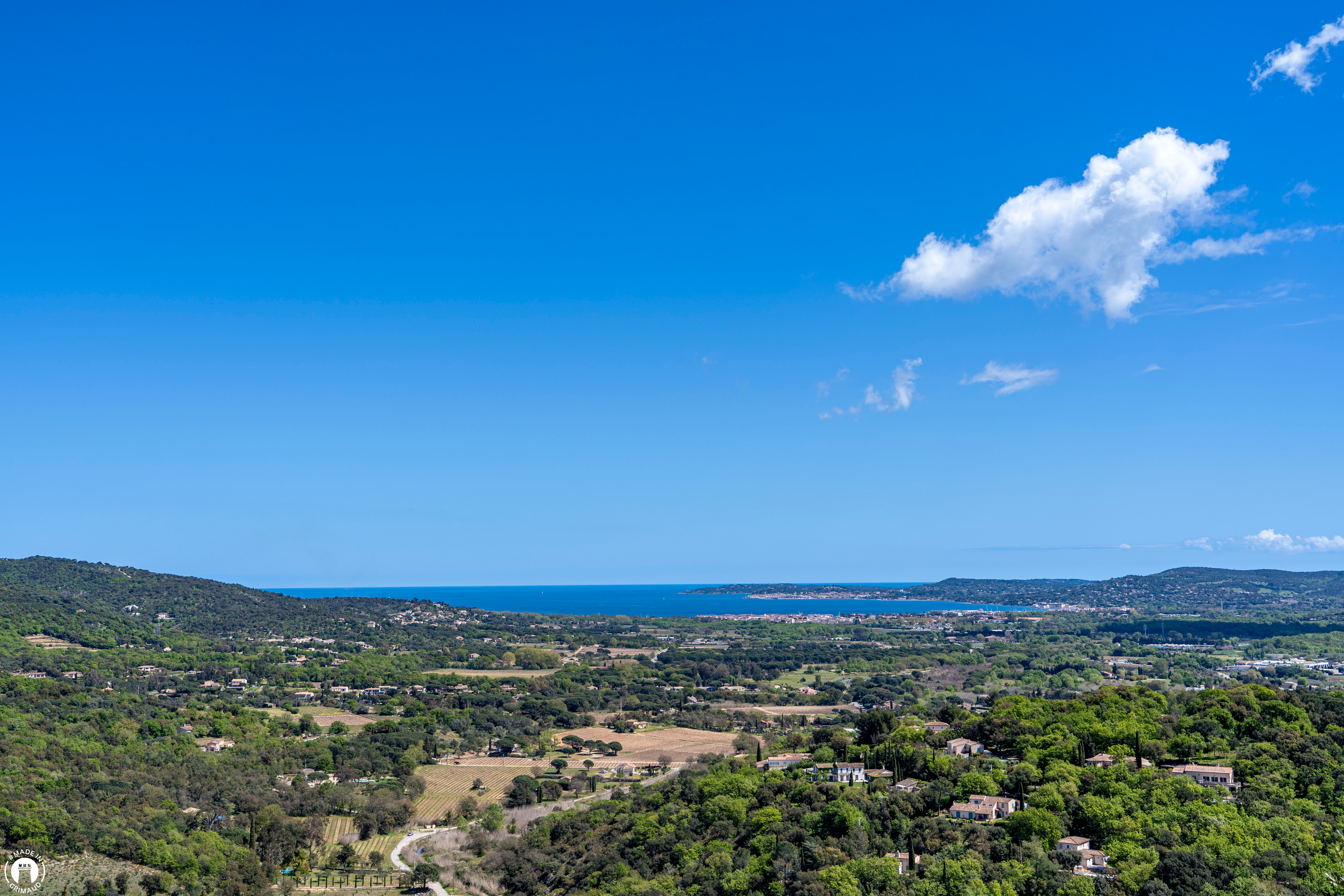
Vue mer depuis le village de Grimaud

Bordée par la mer Méditerranée, l'est de la commune est à une altitude proche de zéro. Le sud est traversé, d'est en ouest, par la vallée de la Giscle.
Le village est situé au début de la zone vallonnée, qui couvre la partie nord du territoire de Grimaud, dans le massif des Maures.
Le point culminant de la commune est le Sommet des Trois Confronts, avec une altitude de près de 514 mètres.

### Sismicité
Il existe trois zones de sismicité dans le Var : la zone 0 à risque négligeable (c’est le cas de bon nombre de communes du littoral varois, ainsi que d’une partie des communes du centre Var; la zone 1a à risque très faible (concerne essentiellement les communes comprises dans une bande allant de la montagne Sainte-Victoire, au massif de l'Esterel) ; la zone 1b à risque faible (ce risque le plus élevé du département, qui n’est pas le plus haut de l’évaluation nationale, concerne vingt-et-une communes du Nord du département). La commune de Fréjus est en zone sismique faible « 1a ».

### Production d'eau et hydrographie
Production d'eau de la Communauté de communes du golfe de Saint-Tropez (CCGST).
Cours d'eau traversant la commune, :
- Plusieurs fleuves côtiers se jettent dans la mer Méditerranée à Grimaud :

la Giscle, fleuve côtier,
la Garde (rivière),
Ruisseaux de Bélieu, de Saint-Pierre, de la Bagarède, d'Infernon, de Gagnal, de Saint-Pons, des Mûres, de Beauvallon, de Grenouille, de Val de Gilly, de Brugassier, de Pignegut, de l'Avelan, du Pas de Sept Hommes.

### Climat
Pour des articles plus généraux, voir Climat de Provence-Alpes-Côte d'Azur et Climat du Var.
En 2010, le climat de la commune est de type climat méditerranéen franc, selon une étude du Centre national de la recherche scientifique s'appuyant sur une série de données couvrant la période 1971-2000. En 2020, Météo-France publie une typologie des climats de la France métropolitaine dans laquelle Grimaud est exposée à un climat méditerranéen et est dans la région climatique  Var, Alpes-Maritimes, caractérisée par une pluviométrie abondante en automne et en hiver (250 à 300 mm en automne), un très bon ensoleillement en été (fraction d’insolation > 75 %), un hiver doux (8 °C) et peu de brouillards.
Pour la période 1971-2000, la température annuelle moyenne est de 15,3 °C, avec une amplitude thermique annuelle de 14,8 °C. Le cumul annuel moyen de précipitations est de 854 mm, avec 6,5 jours de précipitations en janvier et 1,6 jours en juillet. Pour la période 1991-2020, la température moyenne annuelle observée sur la station météorologique de Météo-France la plus proche, « Cogolin_sapc », à Cogolin à 2 km à vol d'oiseau, est de 15,6 °C et le cumul annuel moyen de précipitations est de 958,0 mm. 
La température maximale relevée sur cette station est de 42 °C, atteinte le 22 août 2023 ; la température minimale est de −9,5 °C, atteinte le 30 décembre 2005,,.
| Mois                                  | jan.          | fév.            | mars          | avril         | mai           | juin          | jui.          | août         | sep.          | oct.            | nov.            | déc.          | année     |
| ------------------------------------- | ------------- | --------------- | ------------- | ------------- | ------------- | ------------- | ------------- | ------------ | ------------- | --------------- | --------------- | ------------- | --------- |
| Température minimale moyenne (°C)     | 2,7           | 2,5             | 4,8           | 7,5           | 10,9          | 14,3          | 16,5          | 16,4         | 13,3          | 10,8            | 6,5             | 3,7           | 9,2       |
| Température moyenne (°C)              | 8,1           | 8,5             | 11,1          | 13,9          | 17,6          | 21,7          | 24,3          | 24,3         | 20,5          | 16,6            | 11,9            | 8,9           | 15,6      |
| Température maximale moyenne (°C)     | 13,6          | 14,4            | 17,3          | 20,2          | 24,3          | 29,1          | 32            | 32,2         | 27,6          | 22,5            | 17,2            | 14,1          | 22        |
| Record de froid (°C) date du record   | −8,5 07.01.02 | −8,3 13.02.1999 | −7,7 02.03.05 | −2,8 08.04.21 | 3,1 07.05.19  | 4,8 03.06.06  | 8,2 17.07.00  | 7,7 23.08.07 | 4,4 20.09.01  | −2,7 30.10.1997 | −7,4 23.11.1998 | −9,5 30.12.05 | −9,5 2005 |
| Record de chaleur (°C) date du record | 22,4 19.01.07 | 26,4 03.02.20   | 27,1 31.03.21 | 29,3 07.04.11 | 33,9 29.05.05 | 39,9 27.06.19 | 40,3 19.07.23 | 42 22.08.23  | 35,5 11.09.23 | 33,3 03.10.23   | 27,4 14.11.23   | 23,4 24.12.22 | 42 2023   |
| Précipitations (mm)                   | 95,9          | 76,1            | 70,2          | 82,1          | 58,7          | 32,2          | 13,9          | 20,6         | 73,8          | 135,6           | 177,5           | 121,4         | 958       |

| Diagramme climatique                                  |             |             |             |              |              |            |              |              |               |              |              |
| J                                                     | F           | M           | A           | M            | J            | J          | A            | S            | O             | N            | D            |
| 13,62,795,9                                           | 14,42,576,1 | 17,34,870,2 | 20,27,582,1 | 24,310,958,7 | 29,114,332,2 | 3216,513,9 | 32,216,420,6 | 27,613,373,8 | 22,510,8135,6 | 17,26,5177,5 | 14,13,7121,4 |
| Moyennes : • Temp. maxi et mini °C • Précipitation mm |             |             |             |              |              |            |              |              |               |              |              |

Les paramètres climatiques de la commune ont été estimés pour le milieu du siècle (2041-2070) selon différents scénarios d'émission de gaz à effet de serre à partir des nouvelles projections climatiques de référence DRIAS-2020. Ils sont consultables sur un site dédié publié par Météo-France en novembre 2022.

### Voies de communications et transports
Grimaud a pour particularité géographique d'être situé au cœur du golfe de Saint-Tropez. La commune bénéficie d'une bonne accessibilité (desservie par plusieurs lignes de bus, facilité d'accès à l'autoroute). De plus, une piste cyclable longeant le littoral permet la circulation à vélo.

#### Réseau routier
La commune est accessible par la route départementale 558, qui dessert notamment Port Grimaud, ainsi que par les  routes départementales 558 et 14 qui traversent le village.

#### Réseau ferroviaire
En train, la gare de Saint-Raphaël-Valescure située à 30 km, est desservie par les TGV, iDTGV, Intercités et TER Provence-Alpes-Côte d'Azur. Celle des Arcs - Draguignan se trouve à 34 km et celle de Toulon à 63 km.

#### Transports en commun
- Transport en Provence-Alpes-Côte d'Azur

Commune desservie par le réseau régional de transports en commun Zou ! (ex Varlib). Les collectivités territoriales ont en effet mis en œuvre un « service de transports à la demande » (TAD), réseau régional Zou !.
Le réseau d'autobus départemental relie la gare routière de Saint-Tropez à Fréjus, Hyères, Toulon, Saint-Raphaël entre autres.
Plusieurs lignes de bus desservent la commune de Grimaud : 
 *7601 : Saint-Tropez - Saint-Raphaël, 
 *7702 : Cavalaire-sur-Mer - Saint-Raphaël, 
 *7733 : La Garde-Freinet - Gassin, 
 *7760 : Grimaud - Sainte-Maxime, 
 *7760 : Grimaud - Cogolin, 
 *7760 : Grimaud - Gassin.
La commune met également en place pendant la saison estivale une navette gratuite qui désert les commerces, la plage et le centre de la commune. Ce minibus est exploité par la société des Transports Suma.

#### Transport maritime
En périodes estivales, une navette maritime relie Port Grimaud au port de Saint-Tropez.

#### Transports aériens
L'héliport de la pointe de Saint-Tropez est basé à Grimaud, entre la marina et le village. Les aéroports les plus proches sont ceux de La Môle-Saint-Tropez, de Marseille, de Nice et de Toulon-Hyères.

## Urbanisme

### Typologie
Au 1er janvier 2024, Grimaud est catégorisée commune rurale à habitat dispersé, selon la nouvelle grille communale de densité à sept niveaux définie par l'Insee en 2022.
Elle appartient à l'unité urbaine de Sainte-Maxime, une agglomération intra-départementale regroupant deux  communes, dont elle est une commune de la banlieue,,. La commune est en outre hors attraction des villes,.
La commune, bordée par la mer Méditerranée, est également une commune littorale au sens de la loi du 3 janvier 1986, dite loi littoral. Des dispositions spécifiques d’urbanisme s’y appliquent dès lors afin de préserver les espaces naturels, les sites, les paysages et l’équilibre écologique du littoral, tel le principe d'inconstructibilité, en dehors des espaces urbanisés, sur la bande littorale des 100 mètres, ou plus si le plan local d’urbanisme le prévoit.

### Occupation des sols
Le tableau ci-dessous présente l'occupation des sols de la commune en 2018, telle qu'elle ressort de la base de données européenne d’occupation biophysique des sols Corine Land Cover (CLC).

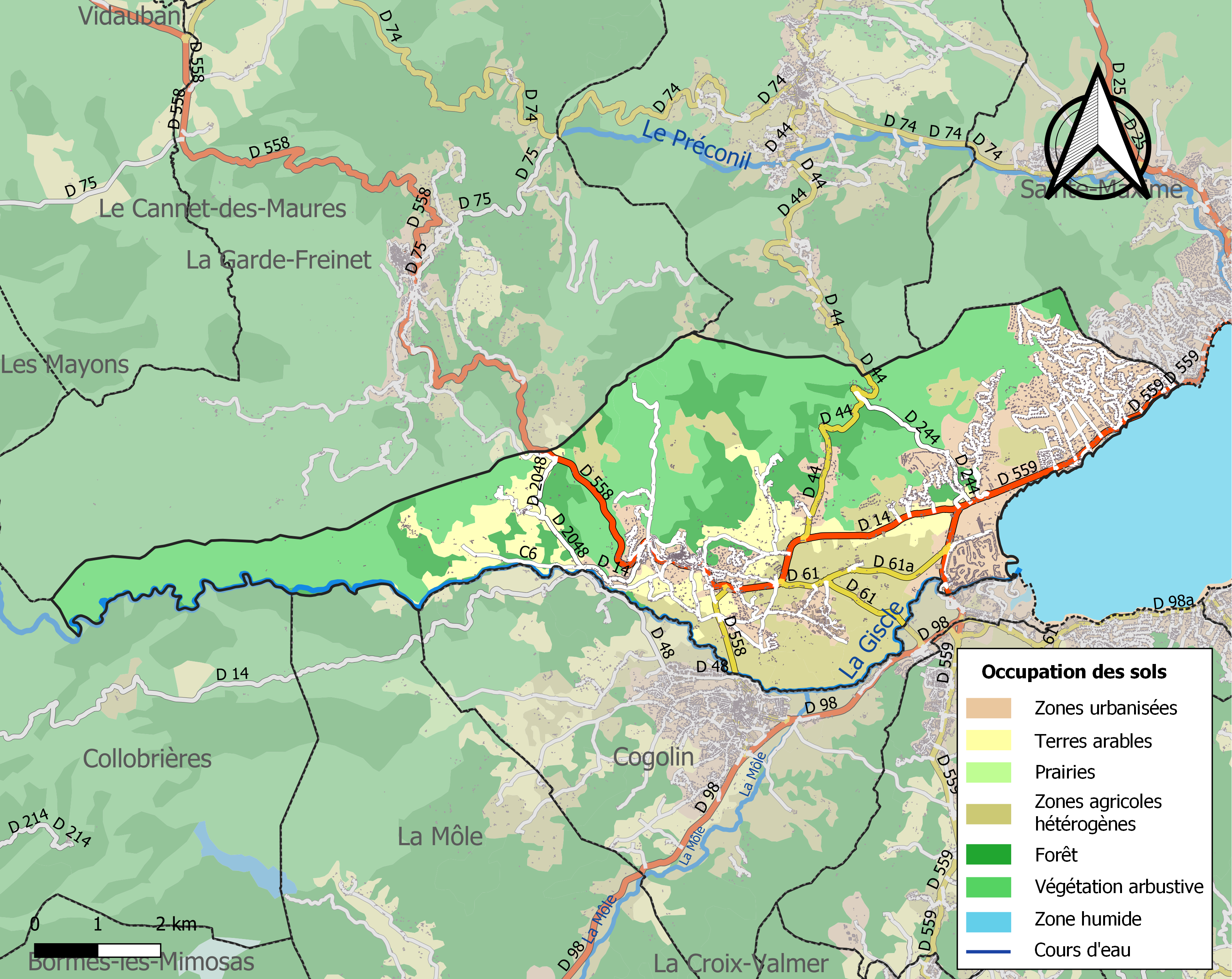
Carte des infrastructures et de l'occupation des sols de la commune en 2018 (CLC).

| Type d’occupation                                                                   | Pourcentage | Superficie (en hectares) |
| ----------------------------------------------------------------------------------- | ----------- | ------------------------ |
| Tissu urbain discontinu                                                             | 15,1 %      | 675                      |
| Zones industrielles ou commerciales et installations publiques                      | 1,2 %       | 54                       |
| Zones portuaires                                                                    | 2,4 %       | 108                      |
| Espaces verts urbains                                                               | 0,1 %       | 3                        |
| Équipements sportifs et de loisirs                                                  | 4,0 %       | 180                      |
| Vignobles                                                                           | 10,4 %      | 467                      |
| Systèmes culturaux et parcellaires complexes                                        | 11,1 %      | 498                      |
| Surfaces essentiellement agricoles interrompues par des espaces naturels importants | 6,2 %       | 278                      |
| Forêts de feuillus                                                                  | 12,1 %      | 544                      |
| Forêts de conifères                                                                 | 0,6 %       | 25                       |
| Forêts mélangées                                                                    | 0,6 %       | 27                       |
| Végétation sclérophylle                                                             | 34,9 %      | 1563                     |
| Forêt et végétation arbustive en mutation                                           | 1,2 %       | 53                       |
| Mers et océans                                                                      | 0,2 %       | 8                        |
| Source : Corine Land Cover                                                          |             |                          |

### Schéma de cohérence territoriale(SCOT) des cantons de Grimaud et de Saint-Tropez
Le Diagnostic du SCoT a mis en évidence la richesse écologique et patrimoniale du territoire et la fragilité de son environnement naturel et de sa qualité de vie.
Pour préserver et mettre en valeur l’environnement, priorité du SCoT, il faut tout à la fois : 
- assurer une protection et un respect accrus de l'environnement ;
- mettre en valeur l'espace maritime et littoral ;
- mettre en valeur les espaces agricoles et forestiers ;
- maintenir l'équilibre entre espaces naturels, agricoles et urbains.

Le SCoT traduit, en effet, un objectif de développement durable, ce qui signifie que si les normes légales ou réglementaires doivent être appliquées sans contestation, la satisfaction des besoins humains et la nécessité de financer les mesures de protection, conduisent à rechercher, dans l’espace naturel, une présence humaine maîtrisée mais créatrice de ressources collectives.

## Toponymie
Jusqu'au XVIIIe siècle, on a cru que le nom de Grimaud, connu depuis le Xe siècle, venait de Gibelin de Grimaldi qui reçut de Guillaume Ier de Provence la seigneurie du lieu en récompense de ses exploits contre les Sarrasins vers l’an 975,. Gibelin de Grimaldi n’a pas de lien avec la famille Grimaldi de Monaco dont la tige est Grimaldo à partir du XIIe siècle.
Cependant, dès le XVIIIe siècle, les historiens découvrirent que la charte dite de Gibelin de Grimaldi était fausse. Gibelin de Grimaldi est un personnage inventé au XVe siècle.
Le nom du village de Grimaud vient probablemnt du nom d'un propriétaire terrien ayant vécu à la fin de l’Antiquité ou au début du Moyen Âge. 
Ses habitants sont appelés les Grimaudois.

## Histoire
Grimaud a pour origine le castrum de Grimaldo mentionné depuis le XIe siècle. Le village a évolué, descendant de son piton rocheux jusqu'au XIVe siècle. Ensuite, au XIVe siècle, le village s'est recentré sur le haut de la colline, se protégeant derrière le rempart actuel.

### Préhistoire
On trouve des traces de présence humaine au Néolithique (5000 av. J.-C.), au Chalcolithique (2000 av. J.-C.) : les trois menhirs des Couzes, Dolmen de Haute Suane.

### Antiquité
Dans la commune se trouvent de nombreuses traces de présence antique. La villa du quartier de la boulangerie est la plus connue. D'autres sites antiques sont répartis sur les coteaux de la plaine exposés au sud.
En 1964, à la suite de la découverte de « poteries romaines », à l’occasion de travaux agricoles dans le quartier de la Castellane, Jacques Gautier, alors âgé de 16 ans, avait effectué une « fouille d’urgence ».

### Moyen Âge
En 972, le comte Guillaume Ier de Provence  dit "le Libérateur", son frère aîné Rotboald II de Provence prennent la tête de l'ost provençal renforcé par les troupes d'Ardouin, comte de Turin. Ils traquent les Maures depuis le Freinet et les écrasent à la bataille de Tourtour, et les chassent de Provence après 90 années d'occupation. Certaines familles restent sur place et se convertissent au christianisme.  
Au XIe siècle le Castrum de Grimaldo, du nom d'un propriétaire terrien, apparaît dans les chartes de l'Abbaye Saint-Victor de Marseille. C'est une nouvelle période pour la région avec l'expansion de villages tels que Grimaud situé sur un piton dominant le golfe de Saint-Tropez. C'était également un point stratégique permettant de surveiller cette partie du massif des Maures. Le château domine le golfe de Grimaud. C'est aussi une période de construction d'édifices religieux, comme la première église Saint-Michel (aujourd'hui disparue), la chapelle Notre-Dame-de-la-Queste, la chapelle Saint-Pons (aujourd'hui disparue), la chapelle Saint-Pierre (aujourd'hui disparue).
XIIe siècle et XIIIe siècle
Construction de l’église Saint-Michel en granit et calcaire. La plus ancienne église encore utilisée dans l'actuelle communauté de communes, autrefois le Freinet.
XIVe siècle
Avec ses 1 200 habitants, Grimaud est le plus grand bourg du Freinet.
La mort de la reine Jeanne Ire ouvre une crise de succession à la tête du comté de Provence, les villes de l’Union d'Aix (1382-1387) soutenant Charles de Duras contre Louis Ier d'Anjou. Grimaud fait partie de l’Union d’Aix, avant de faire promesse de reddition le 8 septembre 1387 à Marie de Blois, régente de Louis II d'Anjou.
Tout comme les autres villages du territoire, Grimaud subit la peste et le brigandage. Une partie de la population disparaît, le village se regroupe en haut de la colline du château. Et pour se protéger, construise dans la seconde moitié du XIVe siècle, le rempart qui existe encore aujourd'hui.
XVe siècle
Le roi René d'Anjou, comte de Provence, donne le château de Grimaud à son ami Jean Cossa. Celui-ci agrandit et embellit le château de Grimaud.
Au moment de la vente de la baronnie par Gaspard Cossa, fils de Jean Cossa à Jean de Berre, Charles VIII a retenu la baronnie de Grimaud par droit de prélation  et l'a transmise à Étienne de Vesc, son chambellan, le 8 mai 1485. Il a obtenu de Charles VIII en janvier 1491 des lettres patentes de confirmation de tous les droits et privilèges accordés par le roi René à Jean Cossa. En février 1500, Louis XII a confirmé ses droits sur la baronnie de Grimaud. Son petit-fils, Jean de Vesc possède encore la baronnie en 1537 quand il rend hommage de la baronnie en la Chambre des comptes d'Aix. Le 3 janvier 1555, Jeanne de Vesc et son mari François d'Agoult-Montauban rendent hommage pour la baronnie qui passe alors dans la famille d'Agoult.

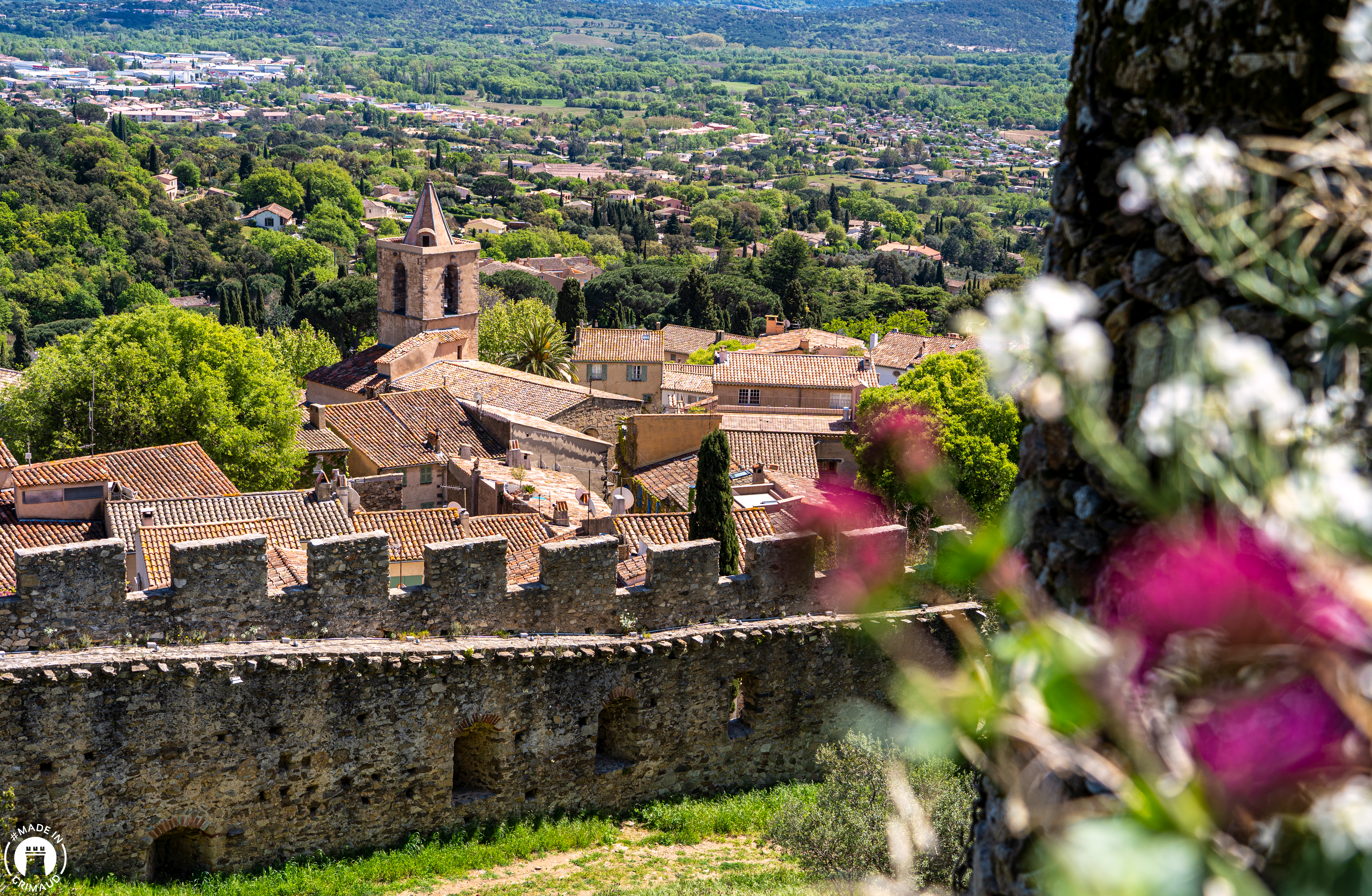
Vue village de Grimaud
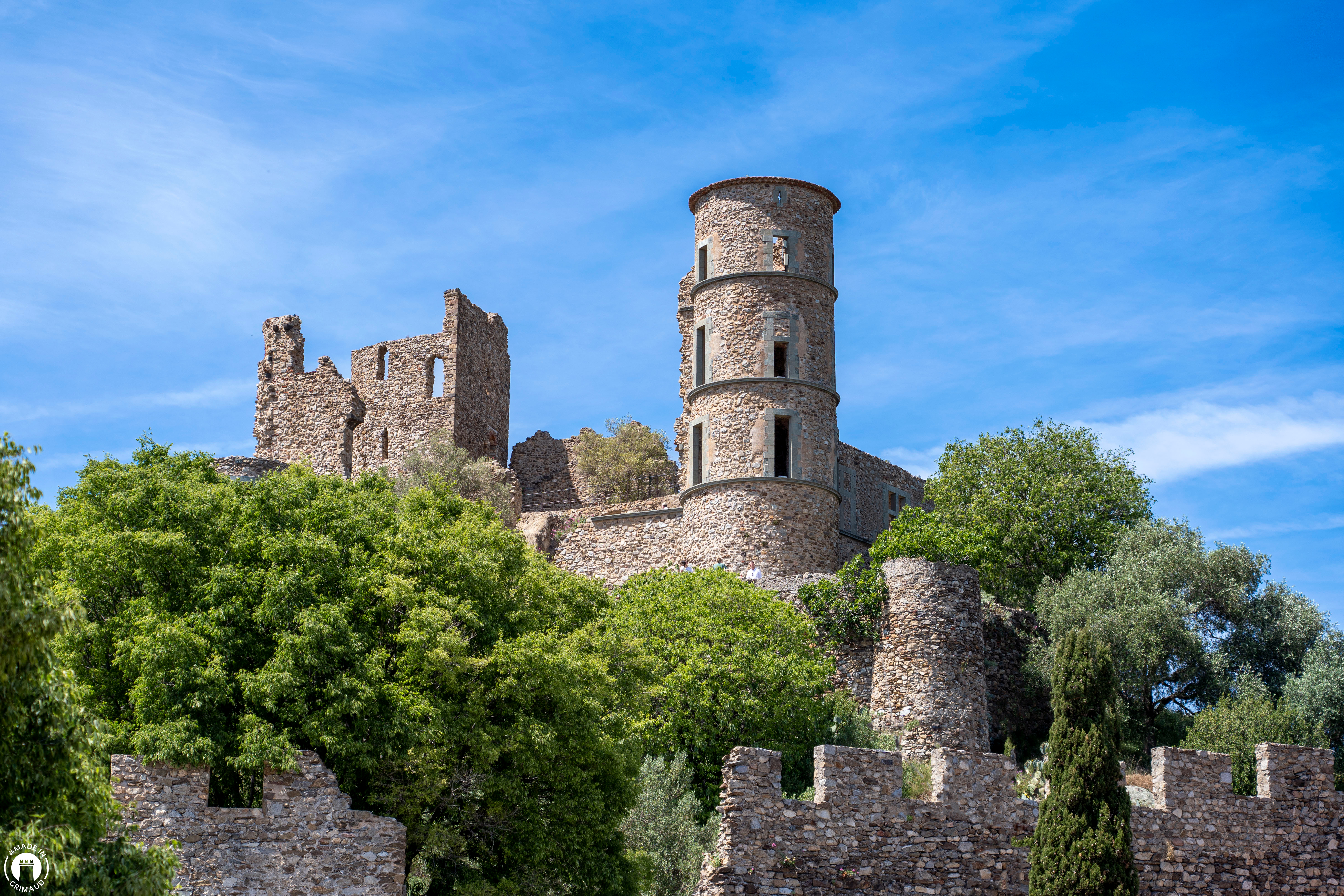
Château de Grimaud
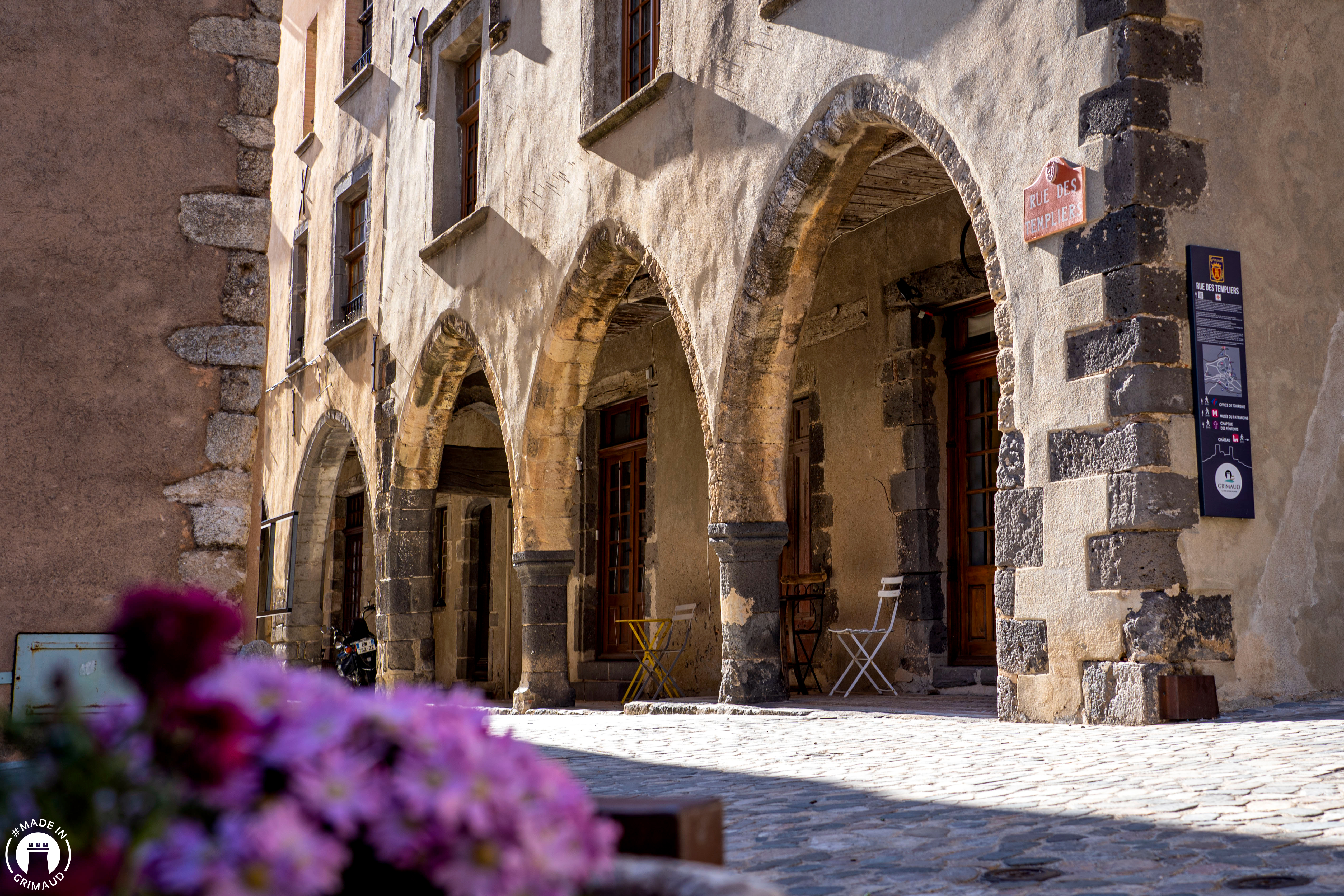
Rue des Templiers
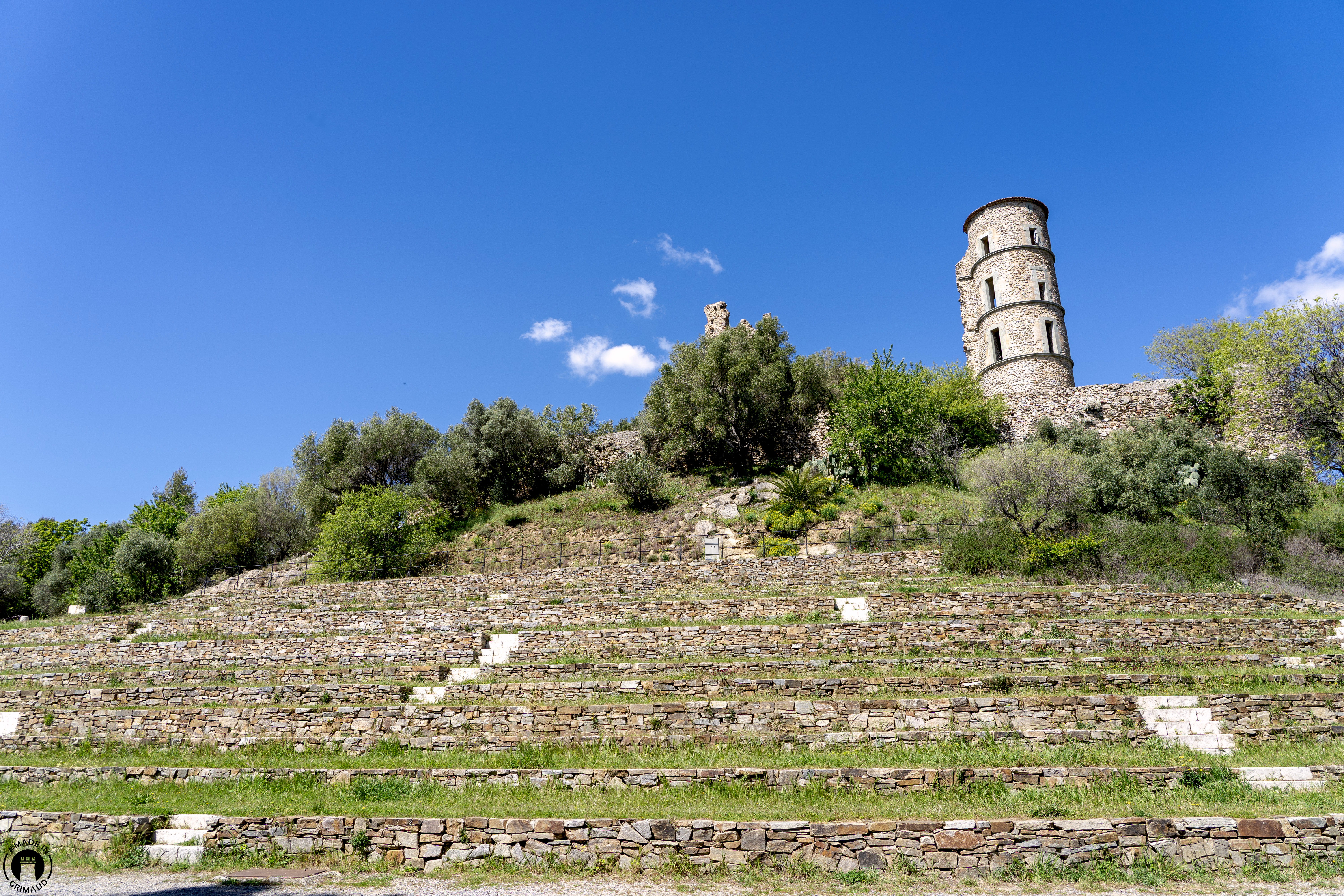
Château et son théâtre de plein air
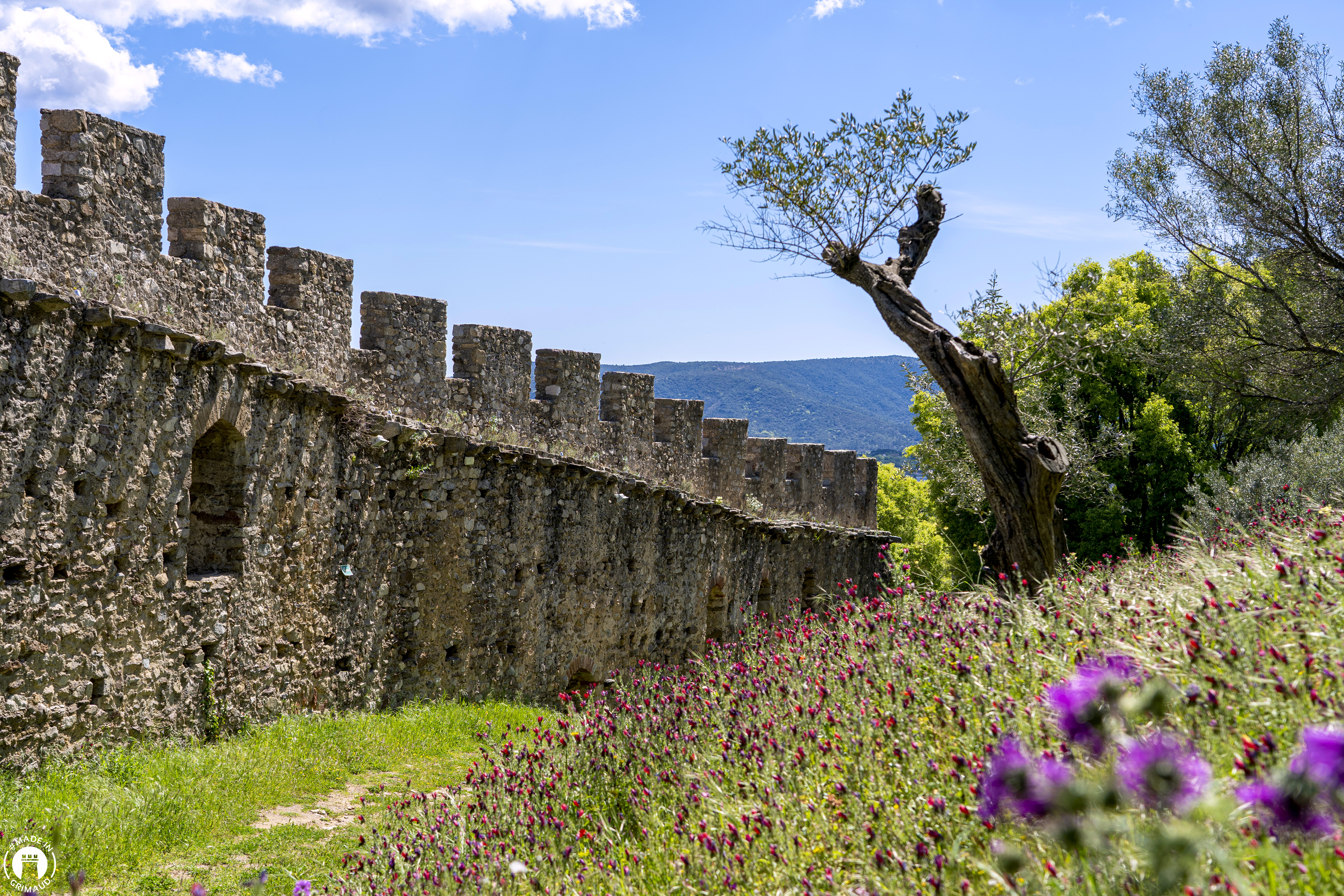
Remparts du château
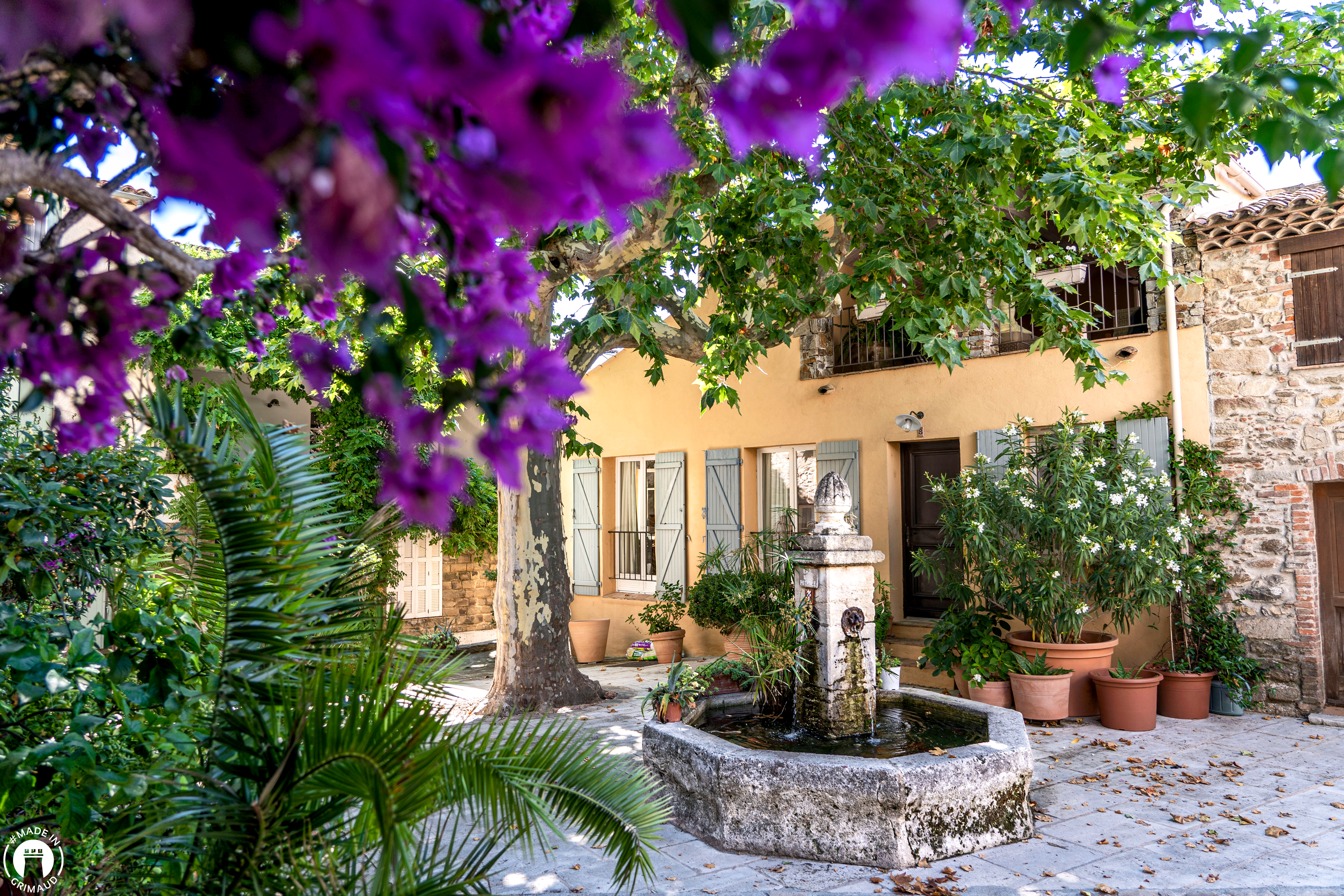
La Placette
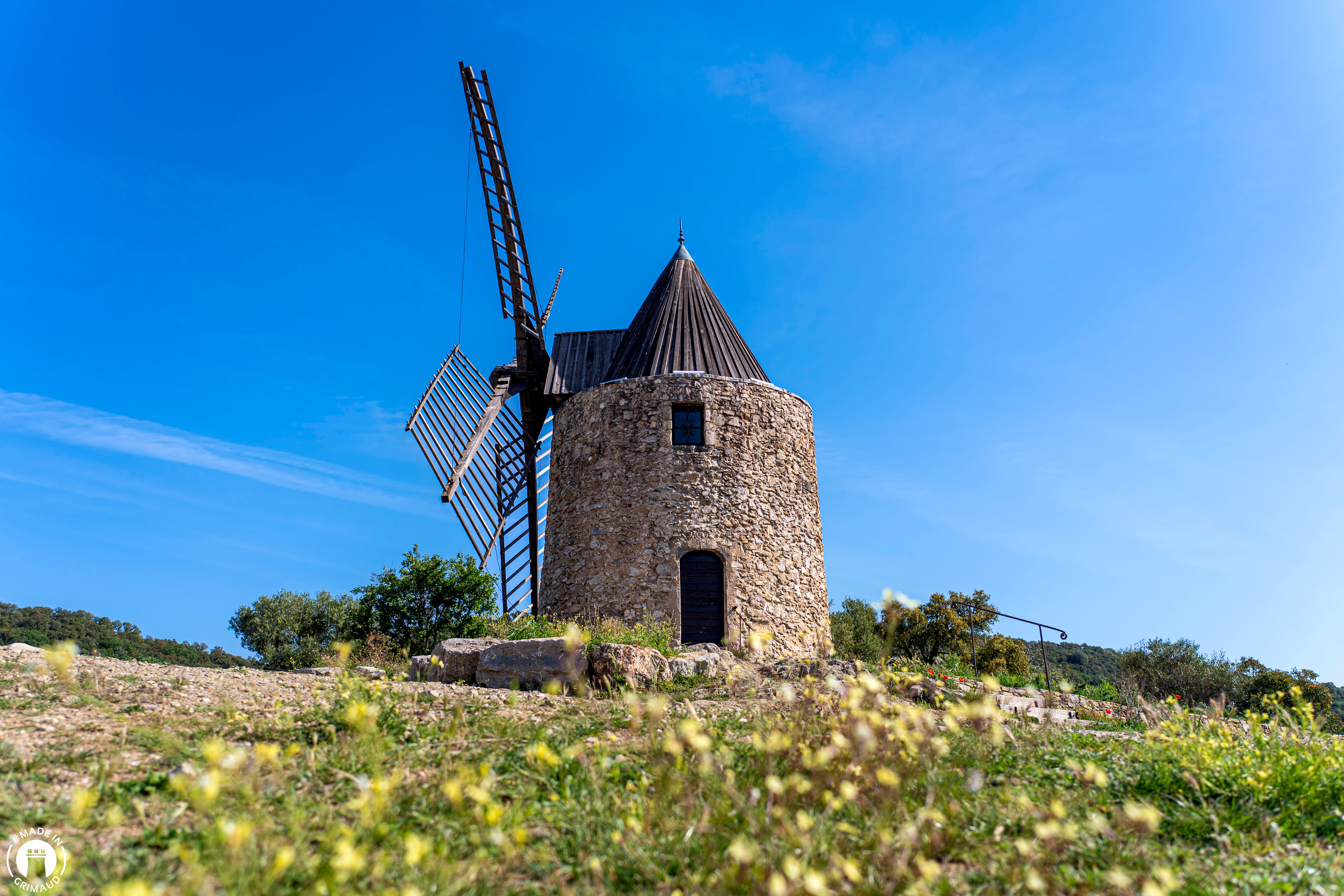
Le moulin Saint-Roch
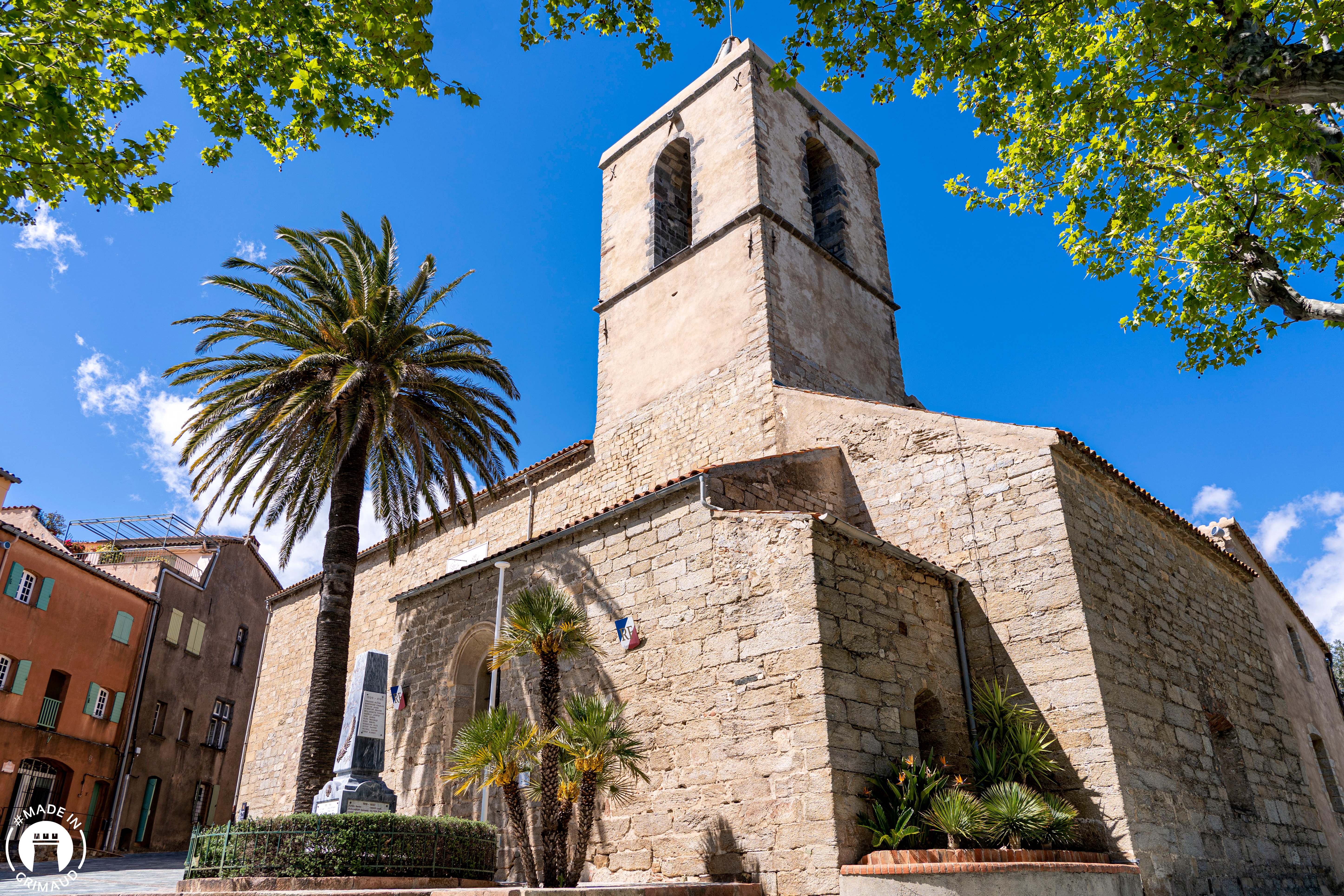
L'église Saint-Michel
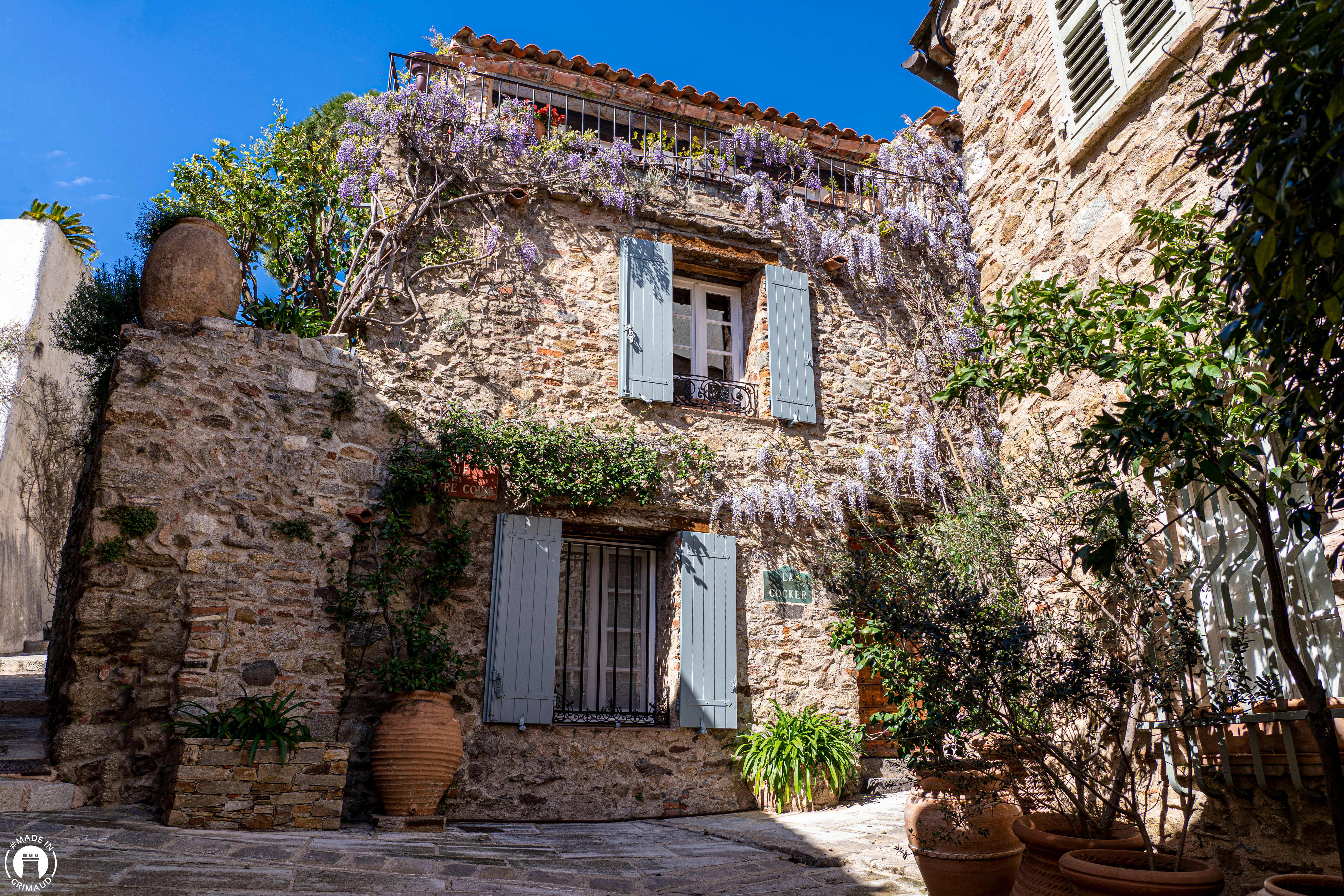
Ruelles du village
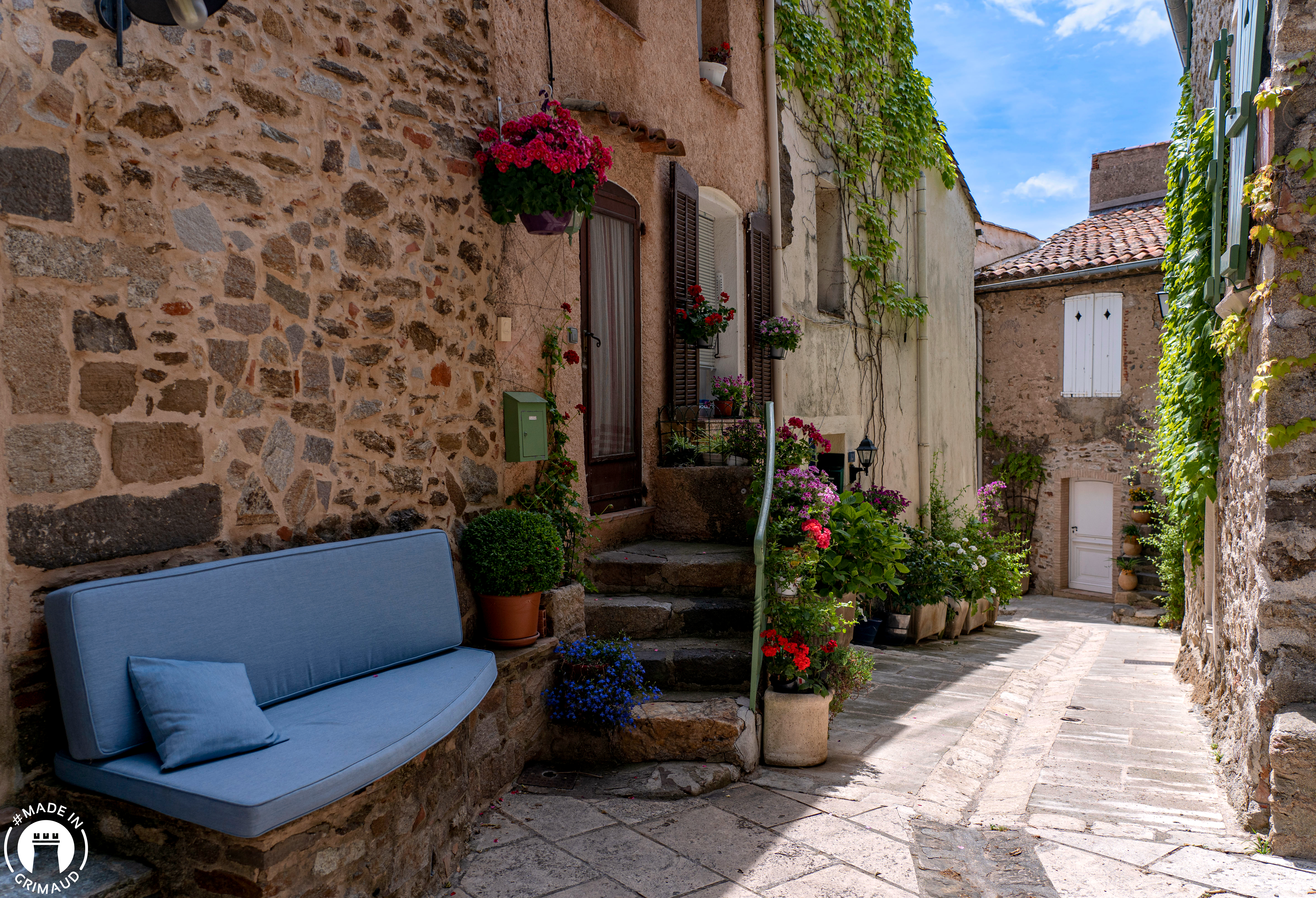
Ruelles du village
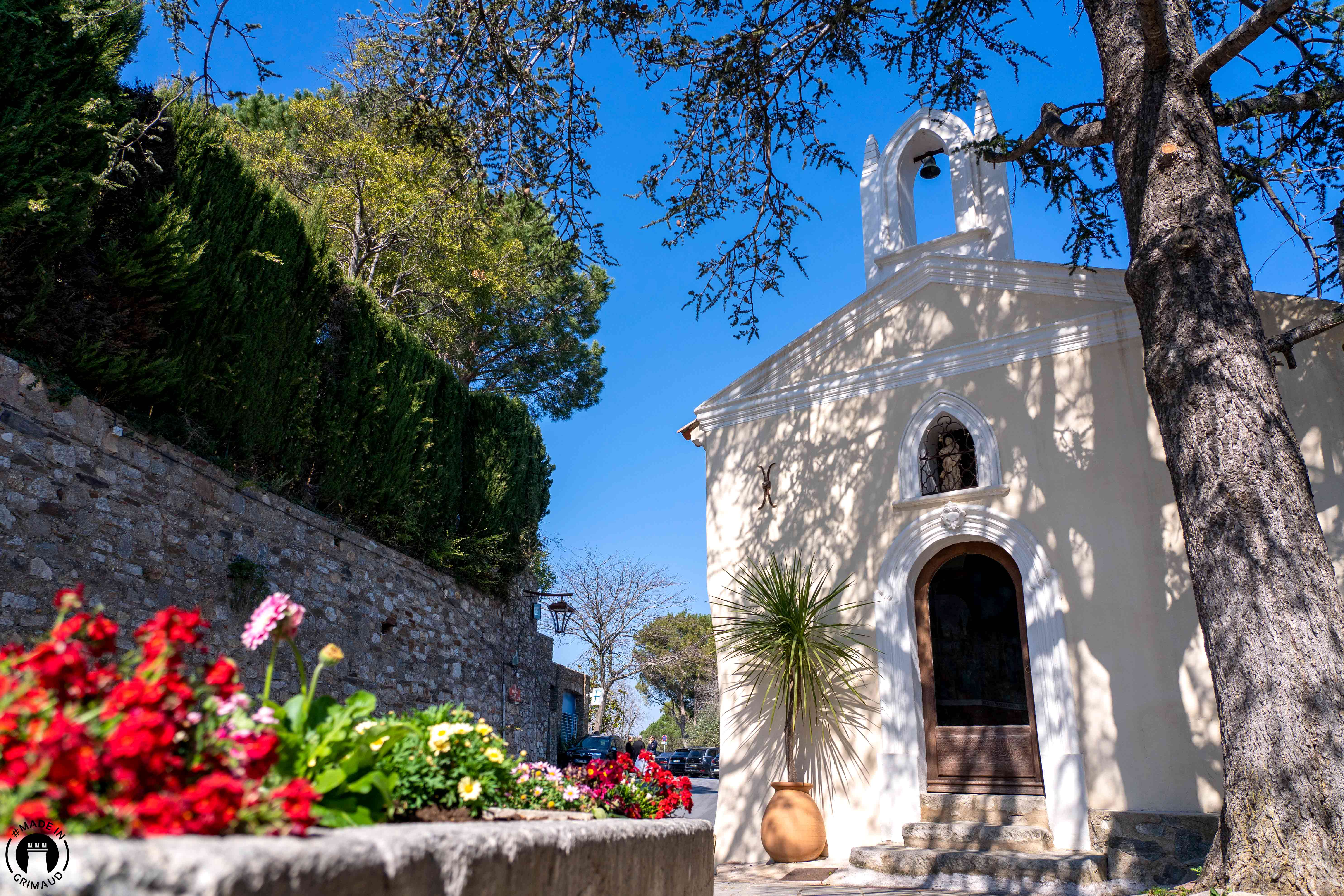
La chapelle Saint-Roch
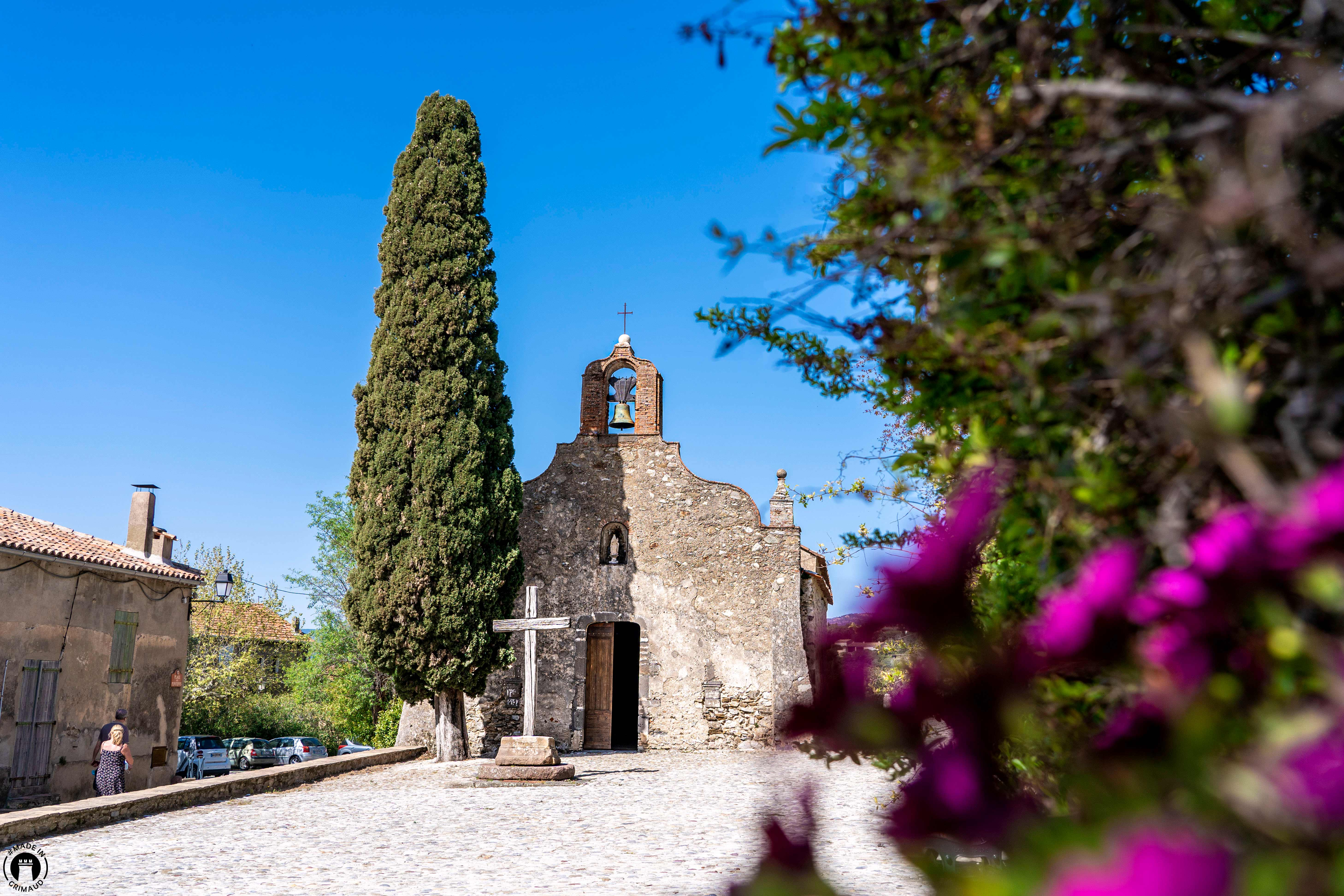
La chapelle des Pénitents

### Temps modernes
XVIe siècle
L'alimentation en eau du village se faisait à trois kilomètres par un système gravitaire dans la colline, dont il reste aujourd'hui le pont des Fées.
XVIIe siècle
La baronnie de Grimaud passe dans la maison de la Beaume de Montrevel d'Agoult par le mariage de Jeanne d'Agoult-Montauban avec Claude François de La Baume, comte de Montrevel, en 1602. Leur fille, Marie de La Baume (1605-1668), dame de Montrevel, baronne de Grimaud, se marie en 1627 avec Esprit Allard (1595-1630), fils du notaire Jacques Allard, favori de Louis XIII, tué en duel.
En 1627, Grimaud est érigé en marquisat en faveur d'Esprit Allard. François de Castellane, seigneur et baron de St-Jeurs, Gassin, etc., gouverneur pour le roi de la tour de Cavalaire, a acquis par acte du 10 juillet 1645 la terre et baronnie de Grimaud et Val Freinet de dame Marie de la Beaume de Montrevel d'Agoult. Le marquisat de Grimaud est resté dans la famille de Castellane.
Le château est reconstruit au XVIIe siècle. Le moulin Saint-Roch ainsi que les trois autres moulins à vent, tout comme les neuf moulins à eau, sont utilisés par la population pour assurer leur autonomie alimentaire, notamment pour la production de farine et d'huile d'olive.
Grimaud, perd de son influence, en particulier au XIXe siècle par rapport à la ville de Saint-Tropez, alors tournée vers la mer.

### Époque contemporaine
XIXe siècle
C'est l'essor des bouchonneries grâce aux forêts de chênes-lièges, le développement de la culture de la vigne, des oliviers et de la sériciculture.
XXe siècle
Au début du XXe siècle est lancée l'idée de la station balnéaire de Beauvallon, vue comme une extension de Sainte-Maxime. Reporté un temps du fait de la guerre 1914-1918, le projet nécessite de nombreux architectes, appelés par les promoteurs Émile et Léon Bernheim : Pierre Chareau ; le Néerlandais Bernard Bijvoet ; le Suisse Julien Flegenheimer ; Albert James Furiet ; Louis Süe (villa La Colline pour Paul Géraldy) ; René Darde (Q83276689) (Grand Hôtel L'Arbois); André Barbier-Bouvet ; Jean Prouvé ; Neil Hutchinson (villa Seynave) ; Chana Orloff (sculptrice).
Après la Seconde guerre mondiale, François Spoerry est l'architecte de Port Grimaud, marina qui a été construite à partir de 1966 en lieu et place de marécages. Cette cité lacustre, interdite à la circulation automobile, possède douze kilomètres de quais, des jardins, des places, des commerces, une église, etc.

## Politique et administration

### Liste des maires
| Période                                  | Période                   | Identité                             | Étiquette | Qualité |
| ---------------------------------------- | ------------------------- | ------------------------------------ | --------- | --- |
| 1790                                     | 1791                      | Joseph-François Reibaud              |           | Propriétaire |
| 1791                                     | 1792                      | François-Ambroise Cordier            |           | Tailleur d'habits |
| 1792                                     | 1800                      | Jean-Joseph Maille                   |           | Bourgeois |
| 1800                                     | 1803                      | Honoré-Marie Cabasse                 |           | Bourgeois |
| 1803                                     | 1813                      | Florentin Maille                     |           | Bourgeois |
| 1813                                     | 1815                      | Joseph-Marius Fouque                 |           | Marchand |
| 1815                                     | 1821                      | Honoré-Marie Cabasse                 |           | Bourgeois |
| 1821                                     | 1823                      | Hippolyte-Joseph-Jean-Baptiste Fabre |           | Propriétaire |
| 1823                                     | 1826                      | Jean-Baptiste Fouque                 |           | Propriétaire |
| 1826                                     | 1830                      | Louis-Marius Amic                    |           | Docteur en médecine |
| 1830                                     | 1840                      | Joseph-François Vincens              |           | Négociant |
| 1840                                     | 1843                      | César Rimbaud                        |           | Propriétaire |
| 1843                                     | 1846                      | Hippolyte Farnet                     |           | Notaire |
| 1846                                     | 1848                      | César Rimbaud                        |           | Propriétaire |
| 1848                                     | 1848                      | Hippolyte-Joseph-Jean-Baptiste Fabre |           | Propriétaire |
| 1848                                     | 1858                      | Hippolyte Farnet                     |           | Notaire |
| 1858                                     | 1870                      | Clément-Albert Jean                  |           | Propriétaire Conseiller d'arrondissement (1861 → 1867) |
| 1870                                     | 1871                      | Émile Gattus                         |           | Fabricant de bouchons |
| 1871                                     | 1876                      | Léon Saurin                          |           | Propriétaire |
| 1877                                     | 1879                      | Amédée Michel                        |           | Médecin |
| 1879                                     | 1881                      | Louis-Vincent Olivier                |           | Négociant |
| 1881                                     | 1882                      | Célestin Ollivier                    |           | Propriétaire |
| 1882                                     | 1894                      | Lucien-Eugène Bauc                   |           | Négociant |
| Les données manquantes sont à compléter. |                           |                                      |           | |
| août 1924                                | septembre 1950 (décès)    | Auguste Martin                       | SFIO      | Greffier |
| ca. 1969                                 |                           | M. Giraud                            |           | |
| mars 1983                                | juin 1995                 | Jean-Paul Bréhant                    | RPR       | Médecin Conseiller régional de Provence-Alpes-Côte d'Azur [Quand ?] Conseiller général du canton de Grimaud (1982 → 2001) Vice-président du conseil général Réélu en 1989                                                                            |
| juin 1995                                | mars 2003 (décès)         | Dominique Laffra (1941-2003)         | RPR       | Médecin Réélu en 2001 |
| avril 2003                               | En cours (au 18 mai 2020) | Alain Benedetto (1953- )             | UMP-LR    | Artisan ébéniste retraité Conseiller départemental du canton de Sainte-Maxime (2015 → 2021) 2e vice-président de la CC du Golfe de Saint-Tropez (? → 2020) 4e vice-président de la CC du Golfe de Saint-Tropez (2020 → ) Réélu en 2008, 2014 et 2020 |

### Jumelages
Grimaud n'a pas de jumelage.
Port Grimaud et Venise n'ont jamais été offiiciellement jumelés. Des festivités organisées en juillet 1970 pour fêter son potentiel rapprochement  avec la cité des Doges, n'étaient en fait qu'une facétie de l'architecte François Spoerry.

### Politique environnementale
Grimaud dispose, depuis 2019, d'une station d'épuration d'une capacité de 55 000 équivalent-habitants,,.

## Population et société

### Démographie
L'évolution du nombre d'habitants est connue à travers les recensements de la population effectués dans la commune depuis 1793. Pour les communes de moins de 10 000 habitants, une enquête de recensement portant sur toute la population est réalisée tous les cinq ans, les populations de référence des années intermédiaires étant quant à elles estimées par interpolation ou extrapolation. Pour la commune, le premier recensement exhaustif entrant dans le cadre du nouveau dispositif a été réalisé en 2007.

En 2022, la commune comptait 4 557 habitants, en évolution de +3,08 % par rapport à 2016 (Var : +4,98 %, France hors Mayotte : +2,11 %).
| 1793  | 1800  | 1806  | 1821  | 1831  | 1836  | 1841  | 1846  | 1851  |
| ----- | ----- | ----- | ----- | ----- | ----- | ----- | ----- | ----- |
| 1 164 | 1 164 | 1 081 | 1 111 | 1 264 | 1 320 | 1 304 | 1 416 | 1 385 |

| 1856  | 1861  | 1866  | 1872  | 1876  | 1881  | 1886  | 1891  | 1896  |
| ----- | ----- | ----- | ----- | ----- | ----- | ----- | ----- | ----- |
| 1 418 | 1 380 | 1 345 | 1 253 | 1 117 | 1 174 | 1 216 | 1 106 | 1 062 |

| 1901  | 1906  | 1911  | 1921  | 1926  | 1931  | 1936  | 1946  | 1954  |
| ----- | ----- | ----- | ----- | ----- | ----- | ----- | ----- | ----- |
| 1 094 | 1 147 | 1 122 | 1 040 | 1 126 | 1 319 | 1 255 | 1 240 | 1 269 |

| 1962  | 1968  | 1975  | 1982  | 1990  | 1999  | 2006  | 2007  | 2012  |
| ----- | ----- | ----- | ----- | ----- | ----- | ----- | ----- | ----- |
| 1 378 | 1 672 | 2 408 | 2 910 | 3 322 | 3 780 | 4 181 | 4 233 | 4 041 |

| 2017  | 2022  | - | - | - | - | - | - | - |
| ----- | ----- | - | - | - | - | - | - | - |
| 4 541 | 4 557 | - | - | - | - | - | - | - |

### Enseignement
La commune dépend de l'académie de Nice. Les élèves de Grimaud commencent leur scolarité au sein de la commune : dans les écoles maternelles les Migraniers (68 élèves) ou les Blaquières, puis dans l'une des deux écoles primaires.
Le collège le plus proche est celui de Cogolin.
Les collèges et lycées sont desservis, par bus .
L’ancienne école de Saint-Pons à Grimaud a été reconvertie en Maison départementale des Compagnons du Devoir, avec un bail emphytéotique de 25 ans.

### Santé
Professionnels et établissements de santé :
- Médecins,
- Pharmaciens,
- Depuis août 2014, la direction du centre hospitalier intercommunal Fréjus-Saint-Raphaël est commune avec celle du centre hospitalier de Saint-Tropez distant d’une trentaine de kilomètres et celle de l’établissement d’hébergement pour personnes âgées dépendantes (EHPAD) de Grimaud.

### Cultes
- L’église Saint-François d’Assise est une église œcuménique où les cultes catholique et protestant sont célébrés[63]. La paroisse catholique Saint-Michel dépend du diocèse de Fréjus-Toulon, doyenné de Saint-Tropez[64].

## Économie

### Revenus de la population et fiscalité

#### Budget et fiscalité 2019
En 2019, le budget de la commune était constitué ainsi, :
- total des produits de fonctionnement : 12 813 000 €, soit 2 861 € par habitant ;
- total des charges de fonctionnement : 11 103 000 €, soit 2 479 € par habitant ;
- total des ressources d'investissement : 4 176 000 €, soit 932 € par habitant ;
- total des emplois d'investissement : 4 970 000 €, soit 1 110 € par habitant ;
- endettement : 4 584 000 €, soit 1 023 € par habitant.

Avec les taux de fiscalité suivants :
- taxe d'habitation : 15,50 % ;
- taxe foncière sur les propriétés bâties : 7,68 % ;
- taxe foncière sur les propriétés non bâties : 26,08 % ;
- taxe additionnelle à la taxe foncière sur les propriétés non bâties : 0,00 % ;
- cotisation foncière des entreprises : 0,00 %.

Chiffres clés Revenus et pauvreté des ménages en 2018 : médiane en 2018 du revenu disponible, par unité de consommation : 23 240 €.

### Emploi
Le taux de chômage à Grimaud des 15 à 64 ans, en 2018, était de 14,70 %.

### Tourisme
La commune de Grimaud est située dans l'un des territoires touristiques les plus fréquentés du Var.
Quatrième commune du département en matière de capacité d'hébergement touristique, elle représente à elle seule 18 % des capacités d'accueil touristique du golfe de Saint-Tropez.
47 restaurants sont répartis sur l'ensemble de la commune, ainsi que des hôtels, campings ou encore des chambres d'hôtes. Un golf a été créé à la fin du premier quart du XXe siècle au sein du domaine de Beauvallon.

#### Patrimoine
Plusieurs bâtiments de Grimaud ont fait l'objet d'un classement au titre des monuments historiques :
- les vestiges de son château vestiges classés du XVIIe siècle[71],
- l'église paroissiale Saint-Michel[72],
- D'autres éléments de patrimoine ont fait l'objet d'une inscription sur l'inventaire supplémentaire des monuments historiques :
  - la chapelle des Pénitents[73],
  - le club-house du golf de Beauvallon[74],
  - ou encore quelques maisons[75],[76],[77].
- La ville possède aussi :
  - un moulin[78],
  - un musée du Patrimoine[79],[80],
  - et un ancien aqueduc dit Pont des Fées[81].

Grimaud est aussi connu pour sa cité lacustre, Port Grimaud. Labellisé patrimoine du XXe siècle, Port Grimaud est une curiosité architecturale, dont la construction en 1966 a sonné le glas d'une zone humide. Par exemple avec ses coches d’eau (bateaux-bus) qui assurent la visite au fil de l’eau. Découpée en trois quartiers d'époques et de conception différentes, cette ville peut se visiter en bateau-bus.
Le long du littoral jusqu'à la commune voisine de Sainte-Maxime, de nombreuses villas de villégiature du XIXe siècle, début XXe siècle, témoignent de la richesse touristique de la commune.

#### Nature
Grimaud est entourée d'un environnement naturel, dédié au tourisme (dans les terres et sur le littoral), à la viticulture, au cœur du massif des Maures, qui s'étend de l'arrière-pays au littoral.
La ville de Grimaud a reçu en 2017, sa "3ème fleur" du label "villes et villages fleuris".
La flore est composée entre autres de chênes lièges et de pins.

#### Culture
Des événements rythment le village tout au long de l'année :
- Festival des musiques du Monde et des arts de la rue "les Grimaldines", chaque mardi soir, de la mi-juillet à la mi-août, avec des concerts dans l'enceinte du château, et des animations dans toutes les rues du village ;
- Festival de musique classique dans les églises et chapelles de la commune "les Soirées Musicales de Grimaud" ;
- Week-end "Moyen Âge" avec de très nombreuses animations, chaque dernier week-end d'août ;
- Une fête du village chaque année sur 3 jours, du 15 au 17 août ;
- Week-end gastronomique "Truffe & You" chaque premier week-end de février ;
- Expositions d'art contemporain en saison estivale ;
- Salon des peintres et sculpteurs en septembre ;
- … et de nombreuses fêtes issues de la tradition locale (Foire de la Laine, Fête de la Saint-Michel, …).

### Agriculture
- La commune fait partie des zones de production de l'huile d'olive de Provence AOC et des vins Maures (IGP) et des côtes-de-provence. Une cave coopérative vinicole regroupe une partie des producteurs[84].
- Agriculture et élevage.

## Culture locale et patrimoine

### Lieux et monuments
Patrimoine religieux :
- L’église Saint-François d’Assise est une église œcuménique où les cultes catholique et protestant sont célébrés[63].
- La chapelle Notre-Dame-de-la-Queste[85]. Chapelle du XIe siècle, agrandie au milieu du XVIIe siècle
- La chapelle des Pénitents[86], construite à l’entrée ouest du village[87], a été édifiée à la fin du XVe siècle[88].  Inscrite MH (1976)
- L'église Saint-Michel[89],[90],  Classée MH (1989) et son orgue[72].
- La chapelle Saint-Roch[91], à l'entrée est du village.
- La chapelle du cœur immaculé de Beauvallon[92].

Autres patrimoines et sites :
- Le château de Grimaud : À l'origine (début du XIe siècle), le château comprenait une simple tour. Aux XIIIe et XIVe siècles, la tour ou donjon est construite. Au XVe siècle le bâtiment à l'ouest est bâti. Au XVIIe siècle, le château est une dernière fois agrandi avec ses tours rondes[93].
- L'ancien hôtel Le Beauvallon[94],[95].
- Le moulin à vent Saint-Roch.
- La fontaine de la place neuve[96].
- Le Pont des Fées[97].
- Le village de Grimaud, est classé site remarquable[98]. Il comporte de nombreux vestiges d'architecture des XVe et XVIe siècles, âge d'or du village[99].
- club-house du golf de Beauvallon,  Inscrit MH (1993).
- villa Seynave (1961)[100],  Inscrite MH (1995)
- villa Vent d'Aval (1928)[101]  Inscrite MH (1993).
- Port Grimaud.

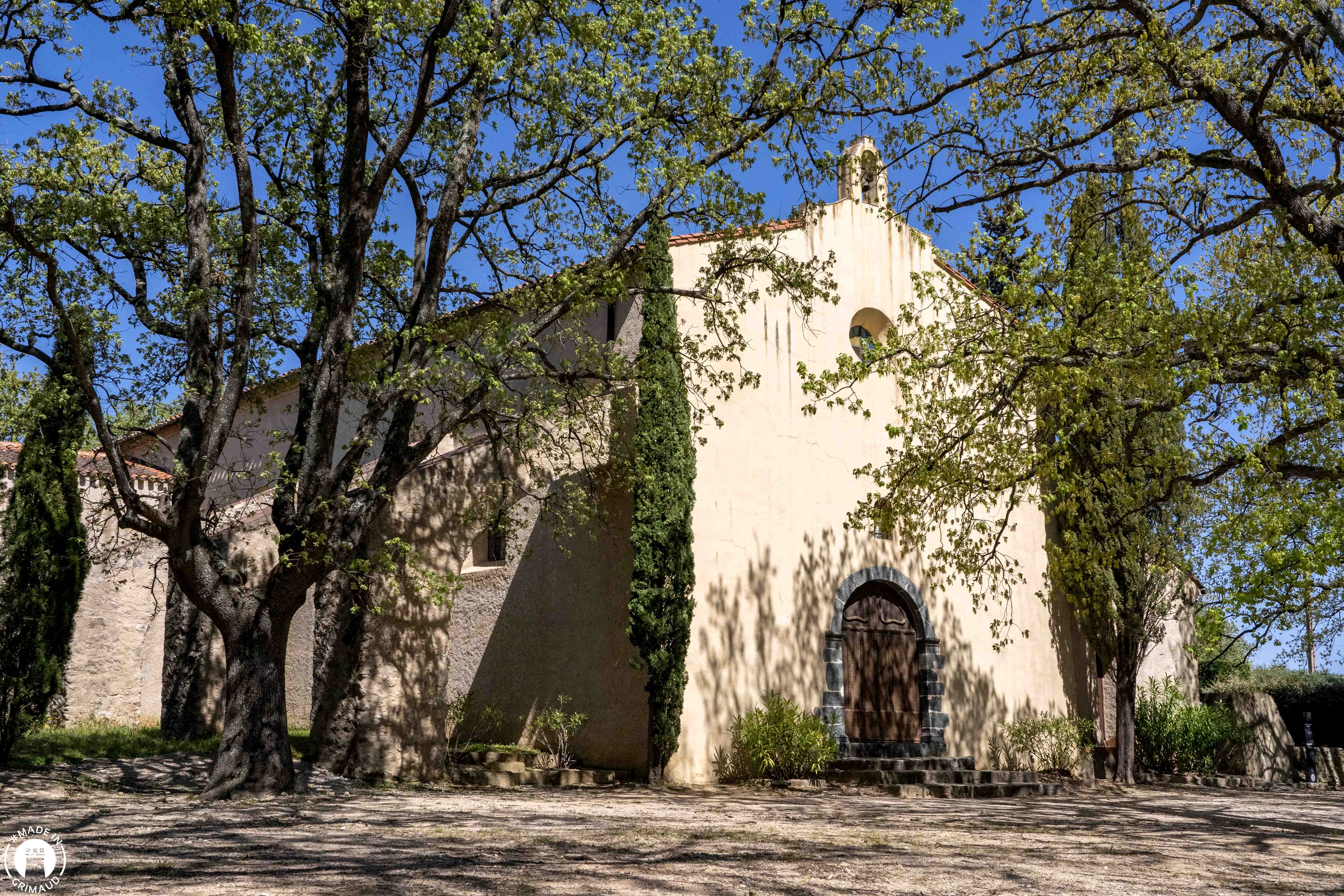
Chapelle Notre-Dame de la Queste
Cité lacustre de Port Grimaud
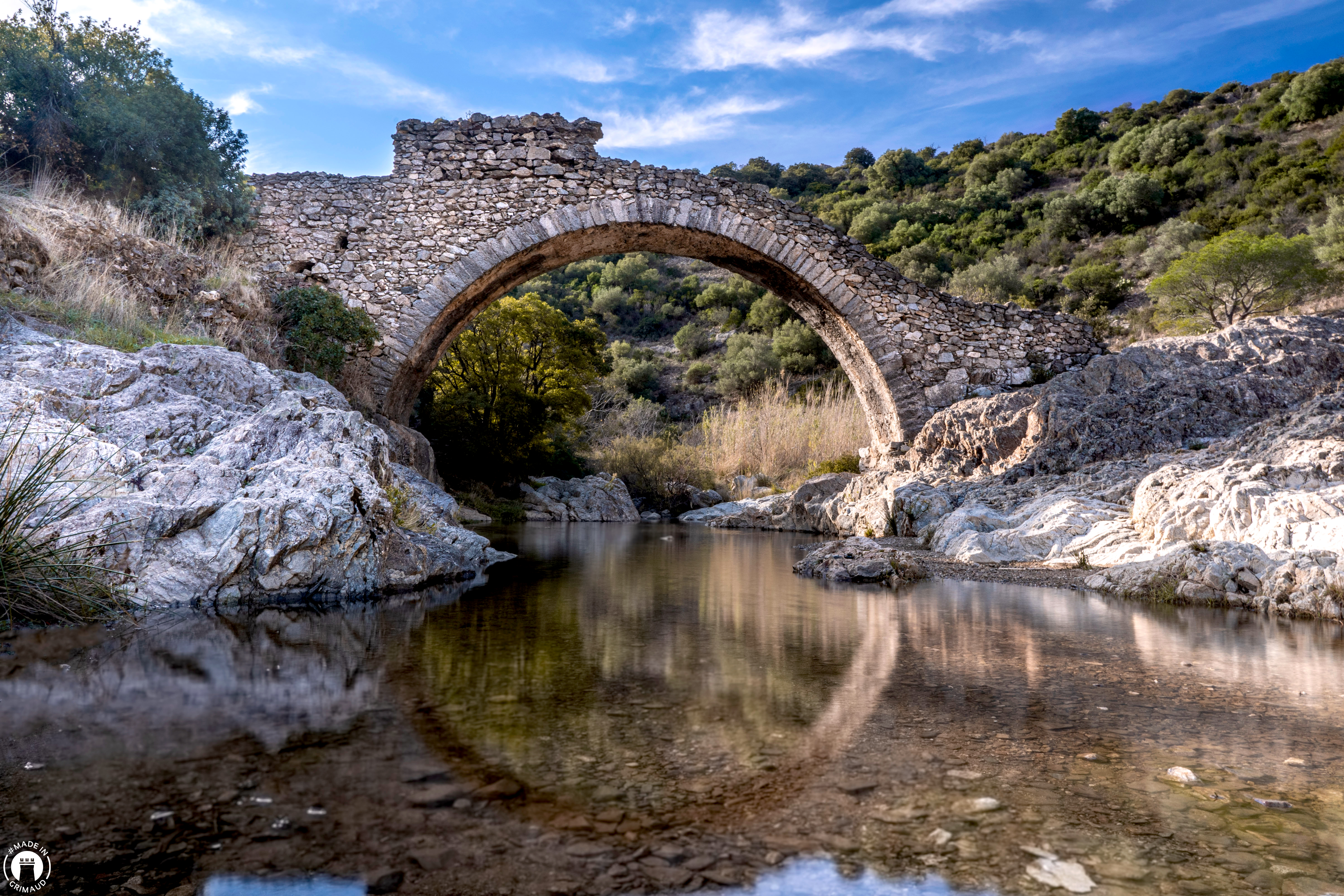
Pont des Fées
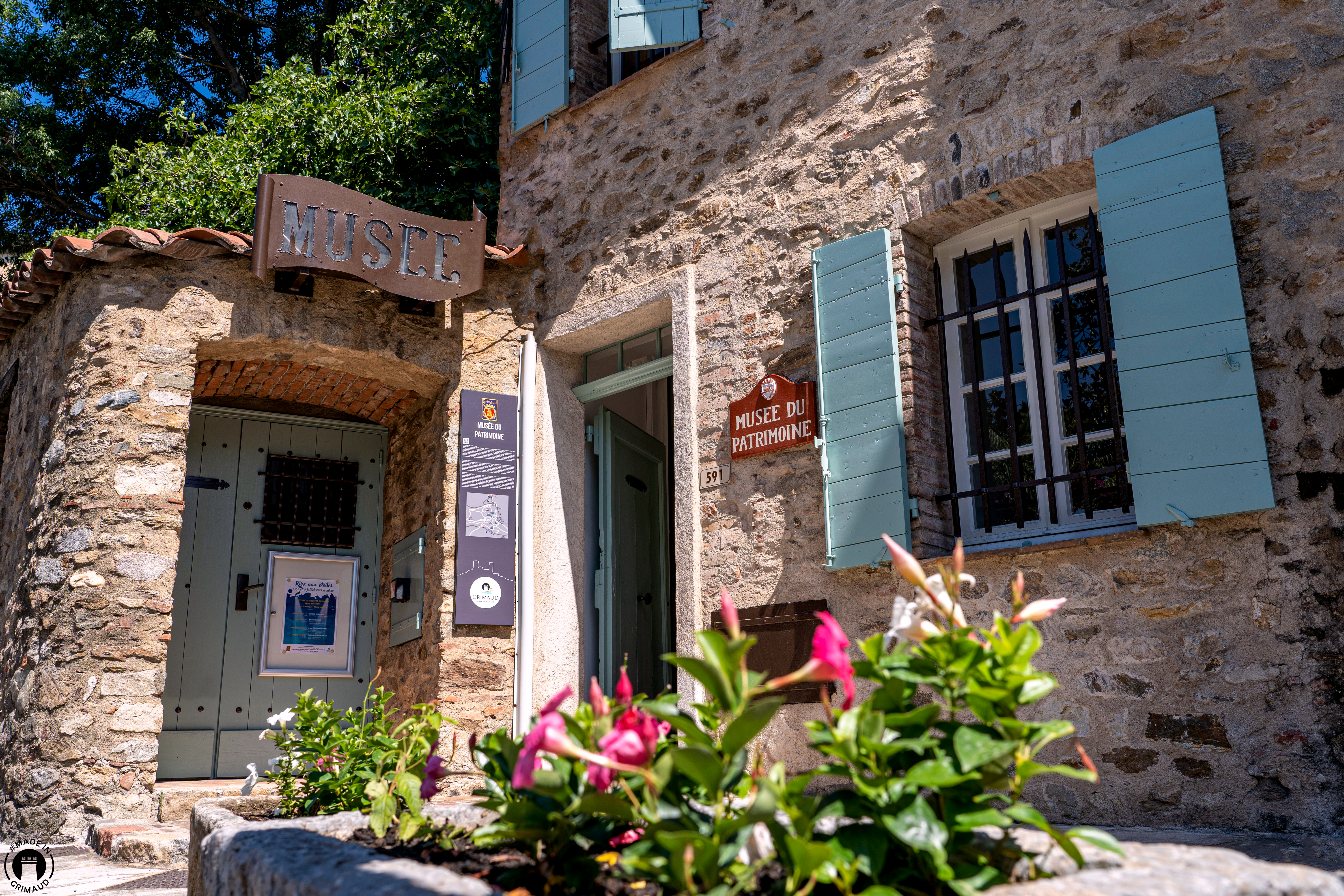
Musée du Patrimoine
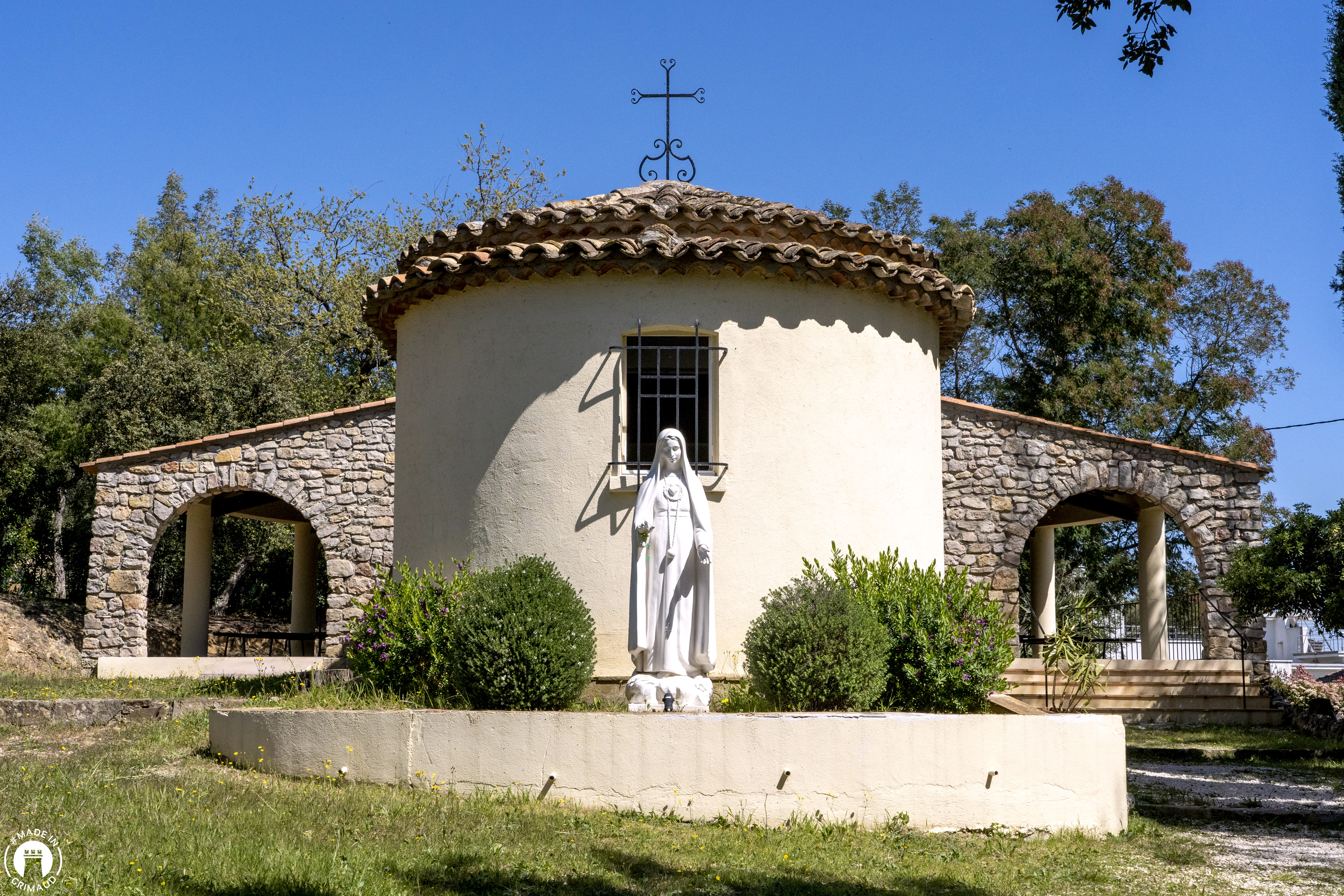
Chapelle de Beauvallon

### Personnalités liées à la commune
- Michel Darluc, médecin, professeur de botanique à l'université d'Aix-en-Provence et l'auteur d'une monumentale Histoire naturelle de la Provence[102], est né en 1717 à Grimaud où il a également exercé[103].
- Henri Desgrange, créateur du Tour de France y est inhumé, avec sa compagne Jane Deley, ainsi que Didier Pironi, pilote automobile et motonautique français et son demi-frère José Dolhem, pilote automobile également.
- Suzanne Prou, écrivain, prix Renaudot 1973, est née à Grimaud.
- Bram van Velde, peintre et lithographe, a vécu et est décédé à Grimaud.
- Ruben Camacho, artiste peintre ayant vécu à Val-de-Gilly, hameau rattaché à Grimaud.
- Sabine Weiss, photographe et son époux le peintre Hugh Weiss, Grimaudois depuis 1957.
- Odette Joyeux, actrice, et son époux Philippe Agostini, directeur de la photographie, réalisateur et scénariste, ont vécu à Grimaud. Ils reposent au cimetière du village.
- Laurent Voulzy enregistre Grimaud sur l'album Le Cœur grenadine[104].
- Antoine et Simone Veil ont possédé une villa dans le domaine de Beauvallon, en surplomb du golfe de Saint-Tropez.
- Arthur Bauchet est médaillé d'argent aux Jeux paralympiques d'hiver de 2018, a grandi à Grimaud.
- François Spoerry est l'architecte de Port Grimaud , où il s'est fait inhumer[63].
- Edmond Fleg, écrivain, philosophe, romancier, essayiste et homme de théâtre suisse et français, une des grandes figures du judaïsme français du XXe siècle, enterré à Grimaud.
- L'ancien champion de Formule 1 Didier Pironi repose également dans le cimetière du village.

### Héraldique
|  | La commune de Grimaud porte : De gueules au château d'or, maçonné, ouvert et ajouré de sable. Les armes de Grimaud sont celles de la famille de Castellane qui posséda cette terre de la fin du XVIIe siècle jusqu'à la Révolution française, |